# Pallacanestro ai I Giochi della Francofonia
Il torneo di pallacanestro ai I Giochi della Francofonia si è svolto a Casablanca, nel 1989.
Si è svolto solo il torneo femminile.

## Medagliere
| Posiz. | Nazione | Oro | Argento | Bronzo | Totale |
| ------ | ------- | --- | ------- | ------ | ------ |
| 1      | Francia | 1   | 0       | 0      | 1      |
| 2      | Senegal | 0   | 1       | 0      | 1      |
| 3      | Canada  | 0   | 0       | 1      | 1      |
| Totale | Totale  | 1   | 1       | 1      | 3      |